# Saturn Awards 1977
La 4ª edizione dei Saturn Awards si è svolta il 15 gennaio 1977, per premiare le migliori produzioni cinematografiche del 1976.

## Candidati e vincitori
I vincitori sono indicati in grassetto.

### Film

#### Miglior film di fantascienza
- La fuga di Logan (Logan's Run), regia di Michael Anderson[2]
- Embryo, regia di Ralph Nelson
- God Told Me To, regia di Larry Cohen
- L'uomo che cadde sulla Terra (The Man Who Fell to Earth), regia di Nicolas Roeg
- Quinto potere (Network), regia di Sidney Lumet
- Solaris, regia di Andrej Tarkovskij

#### Miglior film horror
- Ballata macabra (Burnt Offerings), regia di Dan Curtis[3]
- Carrie - Lo sguardo di Satana (Carrie), regia di Brian De Palma
- La casa del peccato mortale (House of Mortal Sin), regia di Pete Walker
- Quel motel vicino alla palude (Eaten Alive), regia di Tobe Hooper
- Il cibo degli dei (The Food of the Gods), regia di Bert I. Gordon
- Obsession - Complesso di colpa (Obsession), regia di Brian De Palma
- Il presagio (The Omen), regia di Richard Donner

#### Miglior film fantasy
- Cari amici miei... (Les Gaspards), regia di Pierre Tchernia[4]
- Centro della Terra: continente sconosciuto (At the Earth's Core), regia di Kevin Connor
- Il giardino della felicità (The Blue Bird), regia di George Cukor
- Piccoli Gangsters (Bugsy Malone), regia di Alan Parker
- Sherlock Holmes: soluzione settepercento (The Seven-Per-Cent Solution), regia di Herbert Ross

#### Miglior attore
- David Bowie - L'uomo che cadde sulla Terra (The Man Who Fell On Earth)

#### Miglior attrice
- David Bowie - L'uomo che cadde sulla Terra (The Man Who Fell On Earth)

#### Miglior attore non protagonista
- Jay Robinson - Train Ride to Hollywood

#### Miglior attrice non protagonista
- Bette Davis - Ballata macabra (Burnt Offerings)

#### Miglior regia
- Dan Curtis - Ballata macabra (Burnt Offerings)[5]

#### Miglior sceneggiatura
- Jimmy Sangster per la sua carriera

#### Migliori effetti speciali
- L. B. Abbott  per la sua carriera

#### Miglior colonna sonora
- David Raksin per la sua carriera

#### Miglior trucco
- William Tuttle - La fuga di Logan (Logan's Run)

#### Migliori costumi
- Bill Thomas - La fuga di Logan (Logan's Run)

#### Miglior animatore
- Chuck Jones

#### Miglior scenografia
- Robert De Vestel - La fuga di Logan (Logan's Run)

#### Miglior direzione artistica
- Dale Hennesy - La fuga di Logan (Logan's Run)

#### Miglior fotografia
- Ernest Laszlo - La fuga di Logan (Logan's Run)

## Premi speciali
- Special Award: King Kong, regia di John Guillermin
- Life Career Award: Samuel Z. Arkoff
- Executive Achievement Award: Gene Roddenberry